# Nothoterpna crassisquama
Nothoterpna crassisquama är en fjärilsart som beskrevs av W. Warren 1909. Nothoterpna crassisquama ingår i släktet Nothoterpna och familjen mätare. Inga underarter finns listade i Catalogue of Life.